# Satnam Singh
Satnam Singh Bhamara (in hindī सतनाम सिंह भमरा; Baloke, 10 dicembre 1995) è un wrestler ed ex cestista indiano sotto contratto con la All Elite Wrestling.
Il 19 maggio 2015 è diventato il primo cestista indiano ad essere selezionato durante un Draft NBA.

## Carriera nel basket
Il 19 maggio 2015 è diventato il primo cestista indiano ad essere selezionato durante un Draft NBA; è stato infatti la cinquantaduesima scelta dei Dallas Mavericks di Rick Carlisle, ma non ha collezionato nemmeno una presenza con la maglia dei Mavs.
Il 31 ottobre 2015 ha firmato per i Texas Legends in D-League, mentre il 6 settembre 2017 è passato ai canadesi dei St. John's Edge in NBL.

## Carriera nel wrestling
Dopo essersi allenato presso il centro sportivo della All Elite Wrestling, ha fatto il suo esordio nel mondo del wrestling professionistico durante la puntata di Dynamite del 13 aprile 2022, attaccando Samoa Joe su ordine di Jay Lethal e Sonjay Dutt (kayfabe).